# Circonscription électorale d'Ibaraki
La circonscription électorale d'Ibaraki (茨城県選挙区, Ibaraki-ken senkyo-ku) est une subdivision électorale de la Chambre des conseillers du Japon, représentant la préfecture d'Ibaraki. Quatre conseillers y sont élus selon la méthode du vote unique non transférable.

## Conseillers
| Série 1                           | Série 1                           | Série 1                         | Série 1                         | Élection                         | Série 2                          | Série 2                          | Série 2                         | Série 2                         |
| 1er (1947 : 1er, mandat de 6 ans) | 1er (1947 : 1er, mandat de 6 ans) | 2e (1947 : 2e, mandat de 6 ans) | 2e (1947 : 2e, mandat de 6 ans) | Élection                         | 1er (1947 : 3e, mandat de 3 ans) | 1er (1947 : 3e, mandat de 3 ans) | 2e (1947 : 4e, mandat de 3 ans) | 2e (1947 : 4e, mandat de 3 ans) |
| --------------------------------- | --------------------------------- | ------------------------------- | ------------------------------- | -------------------------------- | -------------------------------- | -------------------------------- | ------------------------------- | ------------------------------- |
|                                   | Yasuhi Yūki (ja) (Ind.)           |                                 | Masaji Shibata (ja) (PLJ)       | 1947                             |                                  | Nobuo Ōhata (ja) (PSJ)           |                                 | Tsuneo Ikeda (ja) (Ind.)        |
| 1950                              | Yasuhi Yūki (ja) (Ind.)           |                                 | Masaji Shibata (ja) (PLJ)       | Yūichi Kōri (ja) (PL)            |                                  | Shichihei Kikuta (ja) (PDP)      |                                 |                                 |
|                                   | Yasuhi Yūki (ja) (Ind.)           | Shigefumi Miyata (ja) (PL)      | 1950,                           | Yūichi Kōri (ja) (PL)            |                                  | Shichihei Kikuta (ja) (PDP)      |                                 |                                 |
|                                   | Shigefumi Miyata (PL)             |                                 | Tsunesuke Mutō (ja) (Kaishintō) | Yūichi Kōri (ja) (PL)            | 1953                             | Shichihei Kikuta (ja) (PDP)      |                                 |                                 |
| 1956                              | Shigefumi Miyata (PL)             |                                 | Tsunesuke Mutō (ja) (Kaishintō) | Motojirō Mori (ja) (PSJ)         |                                  | Yūichi Kōri (PLD)                |                                 |                                 |
|                                   | Sōzō Ōmori (ja) (PSJ)             |                                 | Tsunesuke Mutō (PLD)            | Motojirō Mori (ja) (PSJ)         | 1959                             | Yūichi Kōri (PLD)                |                                 |                                 |
| 1962                              | Sōzō Ōmori (ja) (PSJ)             |                                 | Tsunesuke Mutō (PLD)            | Yūichi Kōri (PLD)                |                                  | Motojirō Mori (PSJ)              |                                 |                                 |
| Ichiji Suzuki (ja) (PLD)          | Sōzō Ōmori (ja) (PSJ)             | 1963,                           |                                 | Yūichi Kōri (PLD)                |                                  | Motojirō Mori (PSJ)              |                                 |                                 |
|                                   | Kishirō Nakamura (ja) (PLD)       |                                 | Sōzō Ōmori (PSJ)                | Yūichi Kōri (PLD)                | 1965                             | Motojirō Mori (PSJ)              |                                 |                                 |
| 1968                              | Kishirō Nakamura (ja) (PLD)       |                                 | Sōzō Ōmori (PSJ)                | Yūichi Kōri (PLD)                |                                  | Motojirō Mori (PSJ)              |                                 |                                 |
|                                   | Kishirō Nakamura (ja) (PLD)       | Fujio Takeuchi (ja) (PLD)       | 1971                            | Yūichi Kōri (PLD)                |                                  | Motojirō Mori (PSJ)              |                                 |                                 |
| Tomi Nakamura (ja) (Ind.)         | 1972,                             | Fujio Takeuchi (ja) (PLD)       |                                 | Yūichi Kōri (PLD)                |                                  | Motojirō Mori (PSJ)              |                                 |                                 |
| Tomi Nakamura (ja) (Ind.)         | 1974                              | Fujio Takeuchi (ja) (PLD)       |                                 | Osamu Yatabe (ja) (PSJ)          |                                  | Taeko Iwakami (ja) (Ind.)        |                                 |                                 |
| Tomi Nakamura (ja) (Ind.)         | Yūichi Kōri (PLD)                 | 1975,                           |                                 | Osamu Yatabe (ja) (PSJ)          |                                  | Taeko Iwakami (ja) (Ind.)        |                                 |                                 |
| Yūichi Kōri (PLD)                 |                                   | Michitada Takasugi (ja) (PSJ)   | 1977                            | Osamu Yatabe (ja) (PSJ)          |                                  | Taeko Iwakami (ja) (Ind.)        |                                 |                                 |
| Yūichi Kōri (PLD)                 | ,1978                             | Michitada Takasugi (ja) (PSJ)   |                                 | Osamu Yatabe (ja) (PSJ)          | Nirō Iwakami (ja) (PLD)          |                                  |                                 |                                 |
| Yūichi Kōri (PLD)                 | 1980                              | Michitada Takasugi (ja) (PSJ)   |                                 | Nirō Iwakami (PLD)               |                                  | Osamu Yatabe (PSJ)               |                                 |                                 |
| Ikuo Soneda (ja) (PLD)            | 1983                              | Michitada Takasugi (ja) (PSJ)   |                                 | Nirō Iwakami (PLD)               |                                  | Osamu Yatabe (PSJ)               |                                 |                                 |
| Ikuo Soneda (ja) (PLD)            | 1986                              | Michitada Takasugi (ja) (PSJ)   |                                 | Nirō Iwakami (PLD)               |                                  | Osamu Yatabe (PSJ)               |                                 |                                 |
|                                   | Makoto Taneda (ja) (PSJ)          |                                 | Akio Kanō (ja) (PLD)            | Nirō Iwakami (PLD)               | 1989                             | Osamu Yatabe (PSJ)               |                                 |                                 |
| ,1989                             | Makoto Taneda (ja) (PSJ)          | Itsuo Nomura (ja) (PLD)         | Akio Kanō (ja) (PLD)            |                                  |                                  | Osamu Yatabe (PSJ)               |                                 |                                 |
| Yasu Kanō (PLD)                   | Makoto Taneda (ja) (PSJ)          | Itsuo Nomura (ja) (PLD)         | 1992,                           |                                  |                                  | Osamu Yatabe (PSJ)               |                                 |                                 |
| Yasu Kanō (PLD)                   | Makoto Taneda (ja) (PSJ)          | Itsuo Nomura (ja) (PLD)         | 1992                            |                                  |                                  | Osamu Yatabe (PSJ)               |                                 |                                 |
|                                   | Yasu Kanō (PLD)                   | Itsuo Nomura (ja) (PLD)         |                                 | Moto Kobayashi (ja) (Shinshintō) | 1995                             | Osamu Yatabe (PSJ)               |                                 |                                 |
| 1998                              | Yasu Kanō (PLD)                   |                                 | Akira Gunji (PDJ)               | Moto Kobayashi (ja) (Shinshintō) |                                  | Kōichi Kuno (ja) (PLD)           |                                 |                                 |
|                                   | Yasu Kanō (PLD)                   | Moto Kobayashi (PDJ)            | Akira Gunji (PDJ)               | 2001                             |                                  | Kōichi Kuno (ja) (PLD)           |                                 |                                 |
| ,2003                             | Yasu Kanō (PLD)                   | Moto Kobayashi (PDJ)            | Akira Gunji (PDJ)               | Hiroshi Okada (ja) (PLD)         |                                  |                                  |                                 |                                 |
| 2004                              | Yasu Kanō (PLD)                   | Moto Kobayashi (PDJ)            |                                 | Hiroshi Okada (PLD)              |                                  | Akira Gunji (PDJ)                |                                 |                                 |
|                                   | Yukihisa Fujita (PDJ)             |                                 | Tamon Hasegawa (ja) (PLD)       | Hiroshi Okada (PLD)              | 2007                             | Akira Gunji (PDJ)                |                                 |                                 |
| 2010                              | Yukihisa Fujita (PDJ)             |                                 | Tamon Hasegawa (ja) (PLD)       | Hiroshi Okada (PLD)              |                                  | Akira Gunji (PDJ)                |                                 |                                 |
|                                   | Ryōsuke Kōzuki (ja) (PLD)         |                                 | Yukihisa Fujita (PDJ)           | Hiroshi Okada (PLD)              | 2013                             | Akira Gunji (PDJ)                |                                 |                                 |
| 2016                              | Ryōsuke Kōzuki (ja) (PLD)         |                                 | Yukihisa Fujita (PDJ)           | Hiroshi Okada (PLD)              | Akira Gunji (PDP)                |                                  |                                 |                                 |
|                                   | Ryōsuke Kōzuki (ja) (PLD)         | Takumi Onuma (ja) (PDC)         | 2019                            | Hiroshi Okada (PLD)              | Akira Gunji (PDP)                |                                  |                                 |                                 |
| 2022                              | Ryōsuke Kōzuki (ja) (PLD)         | Takumi Onuma (ja) (PDC)         | Akiyoshi Katō (ja) (PLD)        |                                  | Makiko Dōgomi (ja) (Ind.)        |                                  |                                 |                                 |
|                                   | Ryōsuke Kōzuki (ja) (PLD)         | Shōko Sakurai (ja) (Sanseitō)   | Akiyoshi Katō (ja) (PLD)        | 2025                             | Makiko Dōgomi (ja) (Ind.)        |                                  |                                 |                                 |